# Friedrich Julius Stahl

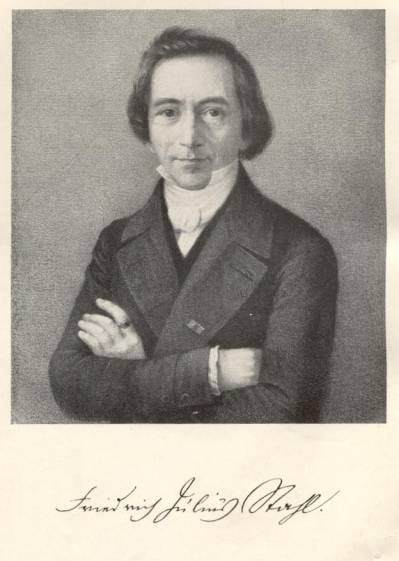
Friedrich Julius Stahl (1840)

Friedrich Julius Stahl (ur. 16 stycznia 1802 w Monachium, zm. 10 sierpnia 1861 w Bad Brückenau) – niemiecki filozof prawa, prawnik i polityk konserwatywny.

## Życiorys
Friedrich Julius Stahl urodził się w rodzinie żydowskiej, jednak w wieku 17 lat przyjął chrześcijaństwo. Studiował nauki prawne w Würzburgu, Heidelbergu i Erlangen. W 1832 r. został profesorem uniwersytetu w Erlangen, tego samego roku profesorem uniwersytetu w Würzburgu, a w 1840 r. – uniwersytetu w Berlinie. Został też wysoko postawionym członkiem władz krajowego Kościoła protestanckiego. Jego talent parlamentarny sprawił, że szybko stał się jednym z najważniejszych przedstawicieli nurtu konserwatywnego w sprawach państwowych i kościelnych. Swoim poglądom dał wyraz w dziele Die Philosophie des Rechts. Był przeciwnikiem demokracji i monarchistą, głosił hasło „Nie większość, lecz autorytet”. W dziele Die Kirchenverfassung nach Lehre und Recht der Protestanten opowiadał się za episkopalnym modelem Kościoła. Sprzeciwiał się odgórnie narzuconej unii kościelnej, co wyraził w dziele Die lutherische Kirche und die Union.

## Dzieła
- Die Philosophie des Rechts nach geschichtlicher Ansicht. – Band 1: Genesis der gegenwärtigen Rechtsphilosophie. – Band 2 und 3: Christliche Rechts- und Staatslehre. Erste und zweite abtheilung: Heidelberg, im Verlag der akademischen Buchhandlung J.C.B. Mohr (1830, 1833, 1837).
- Die Kirchenverfassung nach Lehre und Recht der Protestanten (Erlangen 1840)
- Über Kirchenzucht (Berlin 1845)
- Das monarchische Prinzip (Heidelberg 1845)
- Der christliche Staat (Berlin 1847)
- Die Revolution und die konstitutionelle Monarchie (Berlin 1848)
- Was ist Revolution? (Berlin 1852)
- Der Protestantismus als politisches Prinzip (Berlin 1853)
- Die katholischen Widerlegungen (Berlin 1854)
- Wider Bunsen (Berlin 1856)
- Die lutherische Kirche und die Union (Berlin 1859)